# Cantone di Adour-Gersoise
Il Cantone di Adour-Gersoise è una divisione amministrativa dell'arrondissement di Mirande.
È stato costituito a seguito della riforma approvata con decreto del 26 febbraio 2014, che ha avuto attuazione dopo le elezioni dipartimentali del 2015.

## Composizione
Comprende i 35 comuni di:
- Aignan
- Arblade-le-Bas
- Aurensan
- Avéron-Bergelle
- Barcelonne-du-Gers
- Bernède
- Bouzon-Gellenave
- Cahuzac-sur-Adour
- Cannet
- Castelnavet
- Caumont
- Corneillan
- Fustérouau
- Gée-Rivière
- Goux
- Labarthète
- Lannux
- Lelin-Lapujolle
- Loussous-Débat
- Margouët-Meymes
- Maulichères
- Maumusson-Laguian
- Pouydraguin
- Projan
- Riscle
- Sabazan
- Saint-Germé
- Saint-Mont
- Sarragachies
- Ségos
- Tarsac
- Termes-d'Armagnac
- Vergoignan
- Verlus
- Viella